# Дрезна
Дрезна (рос. Дрезна) — місто в Орєхово-Зуєвському районі Московської області Росії, за 80 км на схід від Москви і за 12 км від районного центру, на річці Дрезні (права притока Клязьми), адміністративний центр міського поселення Дрезна. Залізнична станція Дрезна на лінії Москва — Нижній Новгород.
Населення 11 500 мешканців (2010); (11,6 — 2005, 11,7 — 2004).
Глава міського поселення — Цван Віктор Михайлович (на 2010).

## Історія
Дрезна виникла у 1897 року як селище при прядильно-ткацькій фабриці. У 1940 року Дрезні був наданий статус міста. Весь розвиток міста і життя його мешканців до 90-х років XX століття були пов'язані з Дрезненською прядильно-ткацькою фабрикою. Тут працювали більшість місцевих жителів. Їхні діти вчилися в ПТУ (ВЗУ) при фабриці і приходили на зміну своїм батькам. Звідси ж йшли на фронт у роки Великої Вітчизняної війни.

## Освіта, культура
Середня школа та гімназія; музична школа, школа мистецтв, ДЮСШ, вечірня школа, футбольний клуб «Союз», неодноразовий переможець районних першостей, хокейний клуб «Дрезна», з сезону 2009—2010 відновив участь у районних турнірах, а також цирковий колектив «Надія» під керівництвом Геннадія Антоніновіча Ракітіна.

## Економіка
Містоутворюючим підприємством є ткацька фабрика (колишнє «Товариство Зуєвської мануфактури І. М. Зиміна»). Виробничий корпус і залізобетонний водонапірний резервуар побудовані в 1907–1909 роках за проектом архітектора В. Д. Адамовича.
На 2000-і роки основний дохід місту приносить тепличне господарство ЗАТ «Аграрне».

### Транспорт
Через місто проходить залізнична лінія Москва — Нижній Новгород Московської залізниці «нового» спрямування Транссибірською магістраллю.
Поблизу від Дрезни проходить пряма автомобільна дорога на Москву (Носовіхінське шосе).

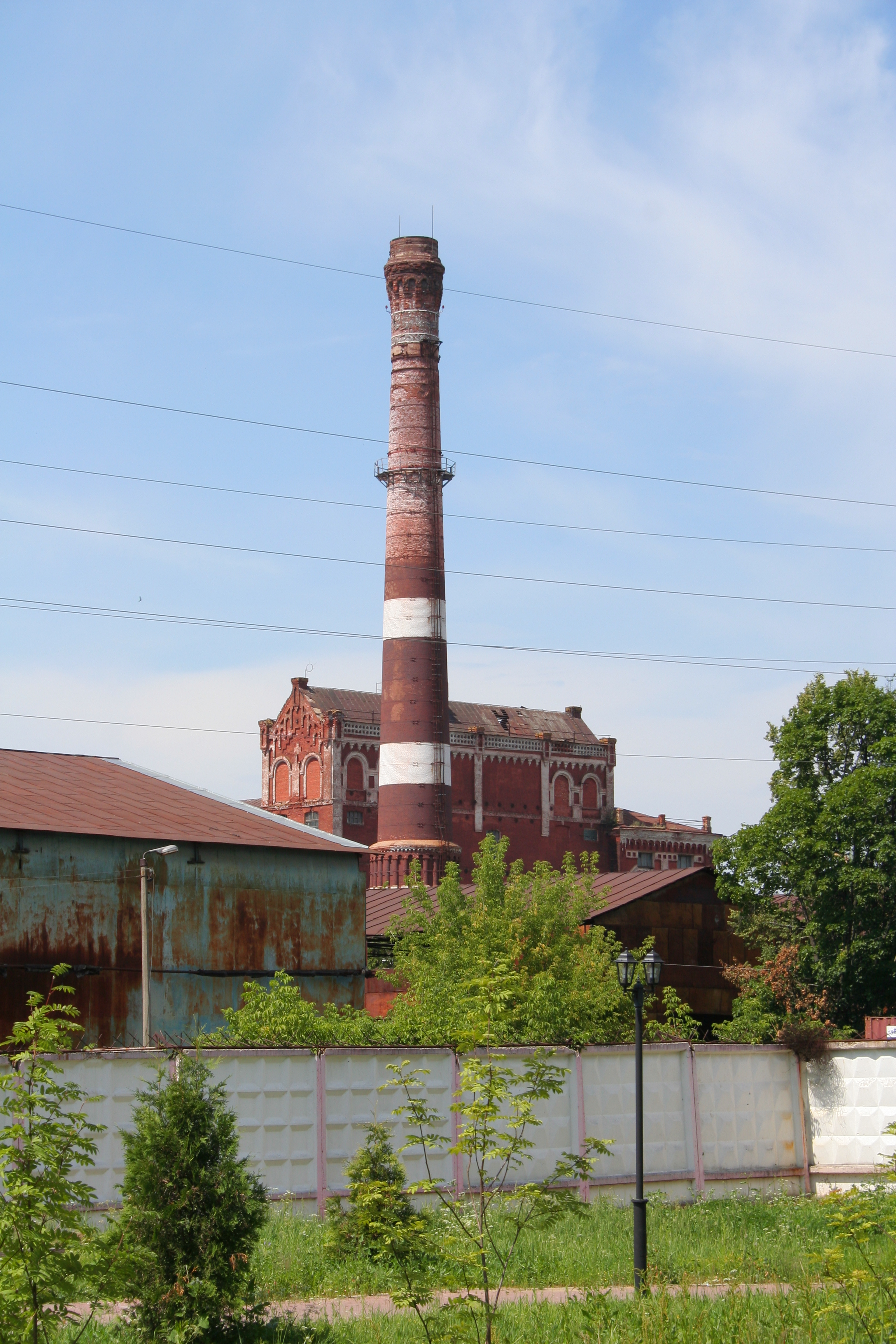
Текстильна фабрика
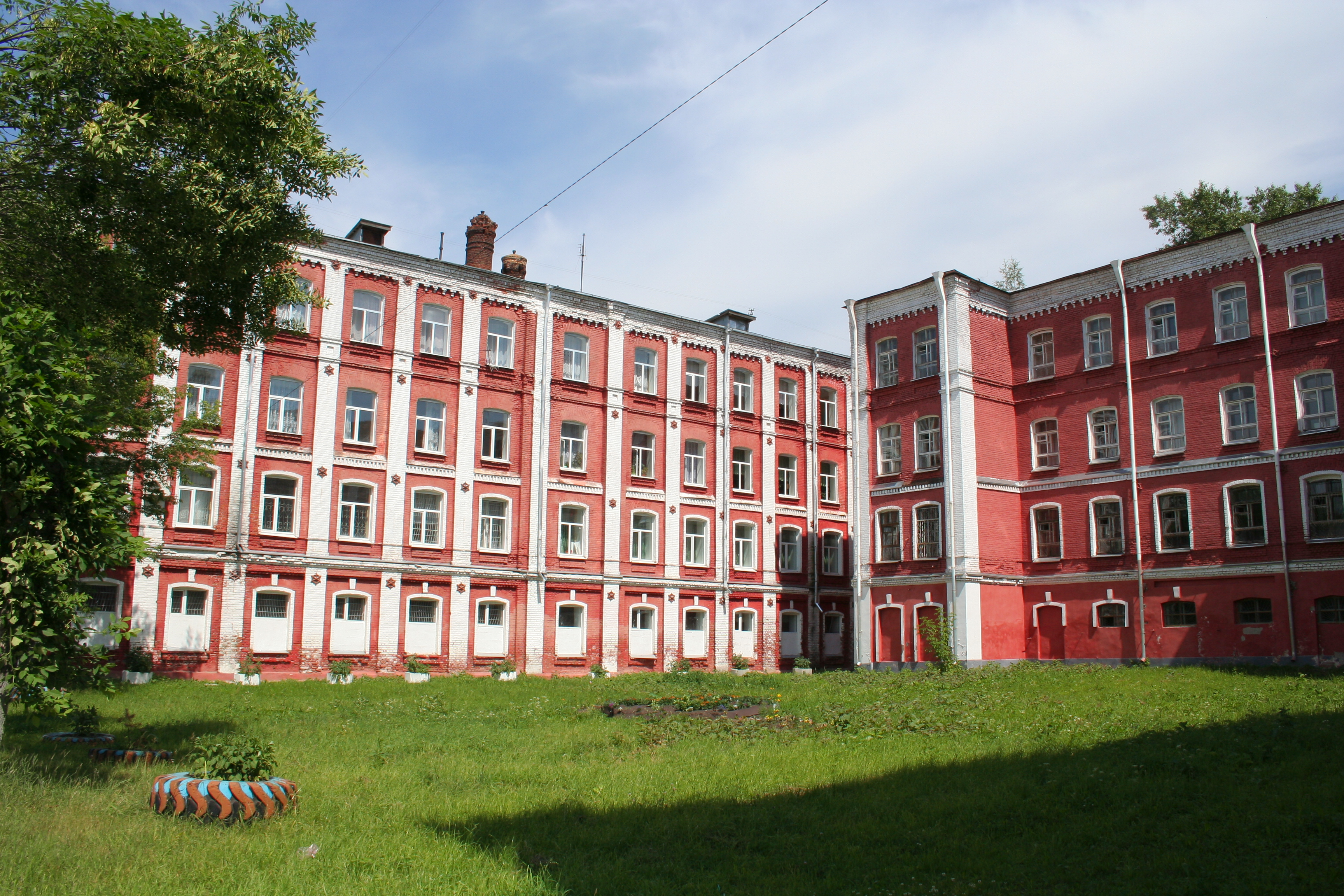
Ліцей
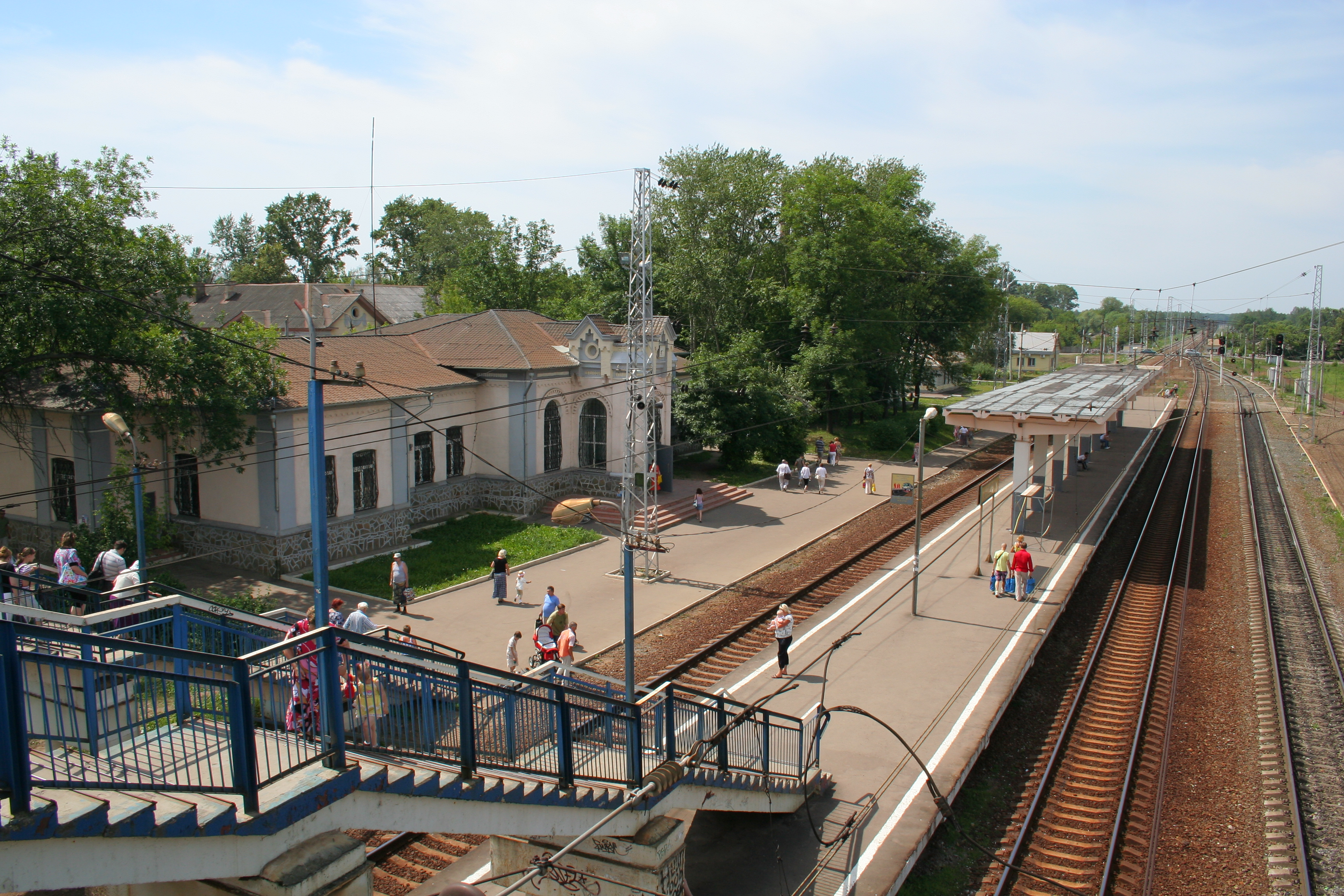
Залізнична станція

## Відомі уродженці
- Володимир Лизунов — військовий кореспондент.
- Дмитро Губернієв — тележурналіст.
- Юрій Тупіцин — письменник-фантаст.